# Trouble With Dreams
Trouble With Dreams är en låt och singel av Eels. Singeln släpptes i Australien, Storbritannien och i Frankrike år 2005. Låten är från albumet Blinking Lights and Other Revelations.
Trots olika omslag på singlarna innehåller den bara en låt.

## Låtlista
1. Trouble With Dreams